# 李原種
李原種（韓語：이원종，1966年1月1日—）或譯李元鍾，韓國男演員。

## 演出作品

### 電視劇

#### 2000年代前
- 1989年：KBS《黃龍家庭》
- 1996年：KBS《龍之淚》
- 1998年：KBS《王與妃》

#### 2000年代
- 2002年：SBS《野人時代》飾演 九馬迪
- 2003年：KBS《媽媽向前衝》飾演 具原種
- 2003年：KBS《保鏢》飾演 房滿福
- 2004年：SBS《土地》
- 2004年：KBS《海神》飾演 崔武長
- 2005年：SBS《河內新娘》飾演 朴錫宇
- 2006年：SBS《愛情與野望》
- 2006年：KBS《1年10班》
- 2007年：SBS《錢的戰爭》飾演 馬東甫
- 2008年：KBS《大王世宗》飾演 尹淮
- 2008年：SBS《一枝梅》飾演 卞植
- 2008年：KBS《傳說的故鄉》
- 2008年：SBS《食客》飾演 達平
- 2009年：tvN《刑警Mr.LEE》飾演 李江鎬
- 2009年：SBS《自鳴鼓》飾演 查查松
- 2009年：KBS《夥伴們》飾演 金勇壽
- 2009年：KBS《熱血生意人》
- 2009年：KBS《推奴》（客串）

#### 2010年代
- 2010年：KBS《富翁的誕生》飾演 石峰的數學老師
- 2010年：MBC《金首露》飾演 廉斯鑡
- 2010年：KBS《成均館緋聞》（客串）
- 2011年：SBS《女人的香氣》飾演 威爾森
- 2011年：SBS《武士白東修》飾演 洪大柱
- 2011年：OCN《吸血鬼檢察官》飾演 黃順範
- 2012年：KBS《暴力羅曼史》飾演 柳楹佶
- 2012年：KBS《赤道的男人》飾演 李龍培
- 2012年：MBC《Dr. JIN》飾演 沈周八
- 2012年：OCN《吸血鬼檢察官2》飾演 黃順範
- 2013年：KBS《天命：朝鮮版逃亡者故事》飾演 巨柒
- 2013年：KBS《劍與花》飾演 張布
- 2013年：E Channel《失業救助羅曼史》（客串）
- 2013年：MBC《奇皇后》飾演 禿滿
- 2014年：SBS《秘密之門》飾演 朴文秀
- 2014年：SBS《美女的誕生》飾演 計程車司機（客串）
- 2015年：SBS《看見味道的少女》飾演 姜赫
- 2015年：KBS《蒙面檢察官》飾演 池東燦
- 2015年：tvN《隱藏身份》飾演 崔泰平
- 2015年：OCN《能看見鬼的警察處容2》飾演 乞丐鬼（特別演出）
- 2015年：KBS《生意之神 - 客主2015》飾演 吉常聞
- 2015年：KBS《Drama Special－鬼神在幹什麼》飾演 最後結尾時出現的鬼
- 2015年：SBS《Remember－兒子的戰爭》飾演 石柱一
- 2016年：KBS《Baby Sitter》飾演 尚元父
- 2016年：tvN《吹笛子的男人》飾演 李哲龍
- 2016年：MBC《Goodbye Mr. Black》飾演 高晟敏
- 2016年：MBC《Monster》飾演 羅道光
- 2016年：KBS《任意依戀》飾演 魯長壽
- 2017年：KBS《赤身的消防員》飾演 鄭景浩
- 2017年：SBS《操作》飾演 南江明
- 2017年：KBS《最強送餐員》飾演 吳成煥
- 2018年：KBS《Radio Romance》飾演 姜熙錫
- 2018年：JTBC《漢摩拉比小姐》飾演 裴坤大
- 2018年：MBC《捉迷藏》飾演 趙必斗
- 2018年：OCN《客：The Guest》飾演 睦光
- 2019年：OCN《附身》飾演 劉班長
- 2019年：MBC《特別勞動監督官趙掌風》飾演 夏志萬
- 2019年：tvN《偉大的Show》飾演 鄭鍾哲
- 2020年：Channel A《謊言的謊言》飾演 尹尚奎
- 2020年：SBS《飛吧開天龍》飾演 韓相萬

#### 2020年代
- 2021年：tvN《L.U.C.A.: The Beginning》飾演 金萬植
- 2022年：Netflix《紙房子：韓國篇》飾演 莫斯科
- 2023年：KBS《高麗契丹戰爭》飾演 康兆
- 2025年：SBS《鬼宮》飾演 迦葉僧人

### 電影

#### 1990年代
- 1994年：《Coffee Copy》
- 1999年：《無處藏身》
- 1999年：《加油站襲擊事件》

#### 2000年代
- 2000年：《茅躉王》
- 2001年：《新羅月夜》
- 2001年：《大佬鬥和尚》
- 2002年：《有趣的電影》
- 2002年：《高校四賤客》
- 2002年：《點燃打火機》
- 2002年：《男子漢誕生》
- 2002年：《唯我獨尊》
- 2003年：《去火星的男人》
- 2003年：《我的老婆是老大2》
- 2003年：《哦！兄弟》
- 2003年：《黃山伐》
- 2004年：《我的朋友好野蠻》
- 2004年：《女老師VS女學生》
- 2006年：《不小心搞大了》
- 2006年：《多細胞少女》
- 2006年：《醜女大翻身》
- 2007年：《Herb》
- 2007年：《郡守與里長》
- 2007年：《飛吧！水班長》
- 2008年：《不良女從夫傳》
- 2008年：《1724妓房動亂事件》
- 2009年：《海洋男孩》
- 2009年：《鄭勝必失蹤事件》
- 2009年：《天空與海洋》

#### 2010年代
- 2010年：《吝嗇羅曼史》
- 2011年：《平壤城》
- 2011年：《我是爸爸》
- 2012年：《Pink》
- 2012年：《Miss GO》
- 2013年：《男人使用說明書》
- 2014年：《白專家》
- 2016年：《代號：鐵鉻行動》
- 2017年：《逆謀：叛亂的時代》
- 2017年：《失蹤2》
- 2019年：《自行車王嚴福童（朝鲜语：자전차왕 엄복동）》飾演 崔在弼（特別出演）
- 2019年：《成大器者（朝鲜语：크게 될 놈）》飾演 錘子
- 2019年：《閃耀的成人羅曼史》飾演 春培

#### 2020年代
- 2021年：《阿修羅道》飾演 李海明
- 待公布：《幸福的國家》

## 獲獎
- 2002年：SBS演技大賞－配角獎
- 2006年：KBS演技大賞－特輯·文學館獎
- 2007年：SBS演技大賞－迷你連續劇部門 男配角獎
- 2009年：KBS演技大賞－週間劇部門 男子優秀演技獎
- 2023年：KBS演技大獎 - 男子助演獎《高麗契丹戰爭》

## 外部連結
- NAVER （页面存档备份，存于）